# 르노 카이거
르노 카이거는 프랑스의 자동차 제조사 르노에서 2021년부터 인도 시장을 기점으로 판매를 시작할 예정인 소형 SUV이다.

## 상세
2020년에 컨셉트카가 공개되었고, 양산형은 2021년 3월에 출시되었다. 르노 CMF 플랫폼을 기반으로 개발되었고, 엔진은 1.0L 터보 엔진이 적용된다.